# 光データ中継衛星
光データ中継衛星（ひかりデータちゅうけいえいせい、JDRS-1）は、2020年にH-IIAロケット43号機により打ち上げられた日本のデータ中継衛星である。内閣衛星情報センターが運用する情報収集衛星の中継衛星としての呼称はデータ中継衛星1号機。JAXAの開発したシステム名の光衛星通信システム「LUCAS（Laser Utilizing Communication System）」の名称で実質的に本衛星を指す事もある。

## 概要
内閣衛星情報センターの情報収集衛星のデータ中継とJAXAの地球観測衛星の光データ中継を担う。衛星バスと打ち上げは内閣衛星情報センターが担当し、JAXAはミッション機器の相乗りをしている。公表されている性能等の情報のほとんどはJAXAのミッション機器部分であり、内閣衛星情報センター側のミッション機器については通信方法に光通信を採用しているかどうかを含めて詳細は公表されていない。JAXAのみの開発費は265億円。
本機は静止軌道のこだまと同じ位置で運用される。地球観測衛星は地球を1周約100分で周回し、直接地上と通信可能な時間はそのうち最大10分程度しかないが、静止軌道のデータ中継衛星で中継することによって40分まで伸ばすことができ通信可能時間が4倍以上になる。

## 情報収集衛星の中継衛星として
内閣官房としてのデータ中継衛星は、まず情報収集衛星4機体制時代の2013年度補正予算案/2014年予算案で撮影データの質・量・即時性向上を目的に開発着手が計上された。翌年2014年度補正予算案/2015年度予算案で基幹衛星4機・多様化衛星4機・データ中継衛星2機の10機体制で計画され、2020年11月に本機がデータ中継衛星の1機目として打ち上げられた。
2022年度に発表した宇宙基本計画工程表までは2号機が2024年度から開発を開始予定で2028年の打ち上げ予定として記載されていたが、2023年度に発表した工程表では2号機計画の記載がなくなった。

## 地球観測衛星の中継衛星として
地球観測衛星の機数増加による撮影の高頻度化、観測幅や分解能の向上による個々の撮影データの大容量化、撮影データの速達性と抗堪性（秘匿性）の確保の点から、伝送帯域が大きく中継データに対する傍受や妨害にも強いレーザー光による光通信を用いた衛星通信を導入する必要があることから光データ中継衛星の整備が計画された。

### 光衛星間通信システム LUCAS
JAXAが開発した光衛星通信システムLUCAS（Laser Utilizing Communication System）のうち光通信機器は日本電気が担当した。地上の光ファイバー技術で使われている波長1.5μmを採用している。衛星間通信にKaバンドを使用していたデータ中継技術衛星こだまではアンテナ径3.6m、通信速度240Mbpsであったところ、LUCASではアンテナ径14cm、通信速度1.8Gbpsで通信可能となる。光通信機器のコンパクトさを生かして、こだま搭載の大型アンテナでは3回線以上のマルチアクセスが困難であったところを、通信機器を複数搭載可能となることでより多くの衛星に通信回線を提供するマルチアクセスも可能となる。光通信の特徴として、先代のこだまで使用したKaバンドの電波では40,000kmの通信で受信可能な範囲が直径60km程度に広がるところ、LUCASの光ビームは直径560m程度に抑えられ、通信妨害や受信傍受が難しく秘匿性が高くなる。一方で、相互に通信相手を補足追尾しリンク確立するためには従来より高い精度でアンテナを指向する必要があるが、衛星軌道計算による位置の予測だけではこれを充足する精度が得られず、LUCASでは受光センサを螺旋状にスキャンして相手位置を短時間に補足するスパイラルスキャンなど複数のスキャン方式が新規に開発実装された。
光通信装置は静止衛星用光通信装置「OGLCT」と地球観測衛星用の光通信装置「OLLCT」があり、形状が違い、通信方向によって通信速度が異なる。通信速度は欧州のデータ中継システムEDRSと並んで世界最高速度での衛星間通信となる。なお、光通信は試験的な通信を除いて衛星―衛星間の通信にのみ使用し、本衛星―地上基地局間の通信は地上局側には大口径のアンテナを設置できることから従来通り電波通信とし、Kaバンドで筑波宇宙センターまたは地球観測センターと1.8Gbpsで通信する。
JAXAの地球観測衛星だいち3号・だいち4号の撮影データを中継伝送する計画として対になる光通信装置がそれぞれ搭載され、まず本機が2020年11月に打ち上げられた。2021年2月、JAXAとNICTはだいち3号の打ち上げに先んじて、LUCASとNICT沖縄電磁波技術センターに設置した光地上局（1m光学望遠鏡）との間で相互補足・追尾を確認し、光リンクが成立することを確認した。だいち3号は2023年3月にH3ロケットの1号機打ち上げ失敗により喪失。だいち4号は2024年7月に打ち上げられ、同年8月20日にデータ通信の確立が確認された。

#### 性能諸元[4][17][19]
- 静止衛星用光通信装置 OGLCT
  - 粗補足追尾機構：ジンバル（方位角）、ミラー駆動（天頂角）
  - 送信データ速度：50Mbps（シンボルレート60Mbps）
  - 送信光波長：1540nm帯
  - 光受信アンテナ有効直径：約140mm
  - 装置寸法：745mm×570mm×1038mm

- 地球観測衛星用光通信装置 OLLCT
  - 粗補足追尾機構：2軸ジンバル（CPM、Coarse Pointing Mirror）
  - 送信データ速度：1.8Gbps（シンボルレート2.5Gbps）
  - 送信光波長：1560nm帯
  - 光受信アンテナ有効直径：約90mm
  - 装置寸法：636mm×580mm×920mm

JAXAとしての衛星間光通信は2005年にきらりとESAのARTEMISとの間で実証されておりこの時のレーザー光は波長800nm帯、ESAのデータ中継衛星EDRSで使用される光の波長は1.064μmである。